# Gustavo Ernesto de Erbach-Schönberg
Gustavo Ernesto, príncipe y conde de Erbach-Schönberg (Schönberg, 17 de agosto de 1840-Darmstadt, 29 de enero de 1908) fue un militar y diplomático alemán, notable por sus conexiones con la realeza europea a través de su matrimonio con la princesa María de Battenberg, hija morganática del príncipe Alejandro de Hesse.

## Biografía
Fue hijo de Luis III, conde de Erbach-Schönberg (1792-1863) y la condesa Carolina Federica Alejandrina de Gronsfeld-Diepenbrock (1802-1852). Su padre fue jefe de la casa mediatizada de Erbach-Schönberg (rama menor de la casa de Erbach), que había sido soberana hasta 1806. En ese año fue mediatizada por el gran ducado de Hesse.
Comenzó su educación en casa con profesores particulares. En 1852 comenzó sus estudios en el Collegium Carolinum de Brunswick. Continuó cursando estudios universitarios en distintos centros: Gotinga (1859), Lausanne (1862) y Berlín (1863). En este último año, a la muerte de su padre el 18 de agosto, tomó asiento, como sucesor de este en la jefatura de la casa en la Primera Cámara de los Estados del gran ducado de Hesse. No pudo ejercer este derecho hasta 1865 cuando cumplió la edad requerida de 25 años. 
Conoció a la que sería su mujer durante un viaje a Worms en 1868 para la inauguración del monumento a Lutero. Se comprometería en 1870 con la princesa María de Battenberg, hija morganática del príncipe Alejandro de Hesse y de su esposa Julia, princesa de Battenberg (nacida Hauke). Contraerían matrimonio en 1871. 
En 1884 en el agnado de más edad de los cabezas de familia de la casa de Erbach.
Desde 1899 cedió su asiento en la Primera Cámara de los Estados del gran ducado de Hesse a su hijo Alejandro (1872-1944).
El 18 de agosto de 1903 Ernesto Luis, gran duque de Hesse, elevó a Gustavo Ernesto al rango principesco como celebración de su cuadragésimo jubileo como jefe de la casa de Erbach-Schönberg. Desde entonces los jefes de la casa de Erbach-Schönberg llevaría el título de Príncipe y conde de Erbach-Schönberg (en alemán, Fürst und graft zu Erbach-Schönberg).
Moriría en 1908.

## Matrimonio e hijos
El 29 de abril de 1871 contrajo matrimonio con la princesa María de Battenberg, tendrían cuatro hijos:
- Alejandro (1872-1944), casado con Isabel de Waldeck-Pyrmont, hija de Jorge Víctor, príncipe soberano de Waldeck-Pyrmont y de su esposa la princesa Elena de Nassau, con descendencia.
- Maximiliano (1878-1892) muerto en la adolescencia, discapacitado.
- Víctor (1880-1967), casado con la condesa Isabel  Széchényi von Sárvár-Felsövidék (1888-1977); diplomático.
- Elisabeth (Edda) (1883-1966) casada en 1910 con Wilhelm, príncipe de Stolberg-Wernigerode, diplomático al servicio del Imperio alemán; con descendencia.

## Títulos, órdenes y cargos

### Títulos y tratamientos
| ● 17 de agosto de 1840-18 de agosto de 1863: | Su alteza ilustrísima el conde hereditario de Erbach-Schönberg |
| ● 18 de agosto de 1863-18 de agosto de 1903: | Su alteza ilustrísima el conde de Erbach-Schönberg             |
| ● 18 de agosto de 1903-29 de enero de 1908:  | Su alteza serenísima el príncipe y conde de Erbach-Schönberg   |

### Órdenes

#### Hesse-Darmstadt
- Caballero gran cruz de la Orden de Luis.[2] (9 de junio de 1870)
- Caballero gran cruz de la Orden de Felipe el Magnánimo.[2] (9 de junio de 1870)
- Condecorado con la Cruz de Sanidad Militar (Militar-Sänitat-Kreuz)[2]

#### Extranjeras
- Condecorado con la Cruz de Hierro de segunda clase.[2] (

 Reino de Prusia)
- Caballero de justicia de la Orden de San Juan (Bailiazgo de Brandenburgo).[2] (

 Reino de Prusia)
- Caballero gran cruz de la Orden de Federico.[2] ( Reino de Wurtemberg)
- Propietario (en alemán, inhaber) de la Orden de Olga.[2] ( Reino de Wurtemberg, 25 de julio de 1872)[6]
- Caballero gran cruz de la Orden de Bertoldo I.[2] ( Gran Ducado de Baden)
- Caballero de primera clase de la Orden de San Estanislao.[2] ( Imperio ruso)

### Empleos
- Miembro de la Primera Cámara de los Estados del gran ducado de Hesse (1865-1908).
- Ejército del gran ducado de Hesse
  - Coronel à la suite
  - Teniente coronel (29 de abril de 1871)
  - Major à la suite (18 de junio de 1866)

### Individual
1. ↑  «Marie, Princess of Erbach-Schonberg». mountbatten (en inglés). Consultado el 27 de marzo de 2023.
2. 1 2 3 4 5 6 7 8 9 10  «Hof- und Staatshandbuch des Großherzogtums Hessen: für das Jahr ... 1892». Hof- und Staatshandbuch des Großherzogtums Hessen (en alemán) (Staatsverl.): 93. 1892. Consultado el 27 de marzo de 2023.
3. ↑  Erbach. «Almanach de Gotha 1901». Almanaque de Gotha (en francés) (Gotha: Julius Perthes): 117. 1901. Consultado el 28 de marzo de 2023.
4. ↑  Rehm, Hermann (1905). Prädikat- un Titelrecht der deutschen Standesherren: eine rechtlich-kulturgeschichtliche Untersuchung im Auftrag des Vereins der deutschen Standesherren unternommen (en alemán). Verlag nicht ermittelbar. p. 186. Consultado el 28 de marzo de 2023.
5. ↑  Erbach. «Almanach de Gotha 1906». Almanaque de Gotha (en francés) (Gotha: Julius Perthes): 124. 1906. Consultado el 28 de marzo de 2023.
6. ↑  Württemberg, Reino de (1873). «Hof- und Staats-Handbuch des Königreichs Württemberg: 1873». Hof- und Staats-Handbuch des Königreichs Württemberg (en alemán): 144. Consultado el 27 de marzo de 2023.